# Aeroporto Internacional Matecaña
O Aeroporto Internacional Matecaña (em castelhano:  Aeropuerto Internacional Matecaña) (IATA: PEI, ICAO: SKPE) é um aeroporto internacional que serve a cidade de Pereira, na Colômbia.
Em caso de emergência o aeroporto é alternativa das cidades de Armênia, Cartago e Manizales. 
Tem operação regional, nacional e internacional. O aeroporto foi construído entre 1944 e 1946 e foi aberto ao público em 7 de agosto de 1947. Mais um terminal de carga foi construído em 1978.

## Companhias Aéreas e Destinos

### Destinos
| Companhias                        | Cidades                                                               | Aliança       |
| --------------------------------- | --------------------------------------------------------------------- | ------------- |
| Aerolínea de Antioquia 2 destinos | Domésticos (2): Medellín / Quibdó                                     | N/A           |
| Avianca 2 destinos                | Domésticos (2): Bogotá / Cartagena                                    | Star Alliance |
| Copa Airlines Colômbia 1 destino  | Internacional (1): Cidade do Panamá                                   | Star Alliance |
| EasyFly 3 destinos                | Domésticos (3): Medellín-MDE / Medellín / Quibdó                      | N/A           |
| LATAM Colômbia 1 destino          | Doméstico (1): Bogotá                                                 | Oneworld      |
| VivaColombia 4 destinos           | Domésticos (4): Bogotá / Cartagena / Ilha de San Andrés / Santa Marta | N/A           |